# Großbeerener Graben
Der Großbeerener Graben (auch Nuthegraben genannt) ist ein rechter Zufluss der Nuthe in Brandenburg. Er ist nach der Nuthe und der Nieplitz der drittlängste Fluss im Landkreis.

## Verlauf
Der Graben beginnt auf einer landwirtschaftlich genutzten Fläche südwestlich von Friederikenhof, einem Wohnplatz der Gemeinde Großbeeren im Landkreis Teltow-Fläming. Westlich führt die Bundesstraße 101 in Nord-Süd-Richtung an der Fläche vorbei. Der Graben führt rund einen Kilometer in vorzugsweise südlicher Richtung und unterquert anschließend die Schnellstraße Potsdam–Schönefeld. Kurz hinter der Unterquerung fließt von Osten kommend der Überleiter Lilograben zu. Der Graben verläuft anschließend weiterhin in südlicher Richtung und dort bogenförmig in westlicher Richtung zwischen Großbeeren und dem Großbeerener Ortsteil Kleinbeeren hindurch. Kurz vor der Bahnstrecke des Berliner Außenrings fließen von Westen der Knipplingsgraben und von Osten der Mahlower Seegraben zu.
Hinter der Bahnstrecke fließt er rund 3,4 km zunächst in südöstlicher, später in südwestlicher Richtung und bildet dabei die westliche Grenze des Landschaftsschutzgebietes Diedersdorfer Heide und Großbeerener Graben. Dort fließt, über ein Staubecken reguliert, der Verlängerte Freiheitsgraben von Osten, wenige Meter weiter südlich der Achterwiesengraben von Westen zu. Der Graben verläuft rund 830 m weiter in südsüdwestlicher Richtung, bevor kurz vor der Unterquerung der Bundesautobahn 10 von Osten der Wäschereigraben zufließt.
Nach weiteren zwei Kilometern in südsüdwestlicher Richtung erreicht der Graben die Gemarkung von Löwenbruch, einem Ortsteil der Stadt Ludwigsfelde. Dort fließen von Osten an einem Sammelbecken des Schulzendorfer Grabens von Norden kommend der Östliche Freiheitsgraben und von Süden kommend der Westliche Freiheitsgraben zu. Nach rund 3,4 km in südsüdwestlicher Richtung erreicht der Graben den Ludwigsfelder Ortsteil Kerzendorf, auf dessen Gemarkung der Südliche Mittelgraben von Nordwesten zufließt. Im weiteren Verlauf fließt der Graben auf einer Länge von rund fünf Kilometern zwischen Thyrow und Märkisch Wilmersdorf, jeweils zwei Ortsteilen der Stadt Trebbin hindurch. Dort entwässert von Osten kommend der Märkisch Wilmersdorfer Graben in den Großbeerener Graben. Dieser unterquert die Bahnstrecke Berlin–Halle, verläuft in vorzugsweise westlicher Richtung weitere 1,3 km, bevor dort der Thyrower Graben von Osten zufließt; nach weiteren 380 m ebenfalls von Osten der Amtgraben. Der Großbeerener Graben unterquert nun die Bundesstraße 101 und entwässert nach weiteren 1,3 km südlich von Großbeuthen in die Nuthe.